# Ples v dežju
Ples v dežju je slovenski ljubezensko-dramski film iz leta 1961 v režiji Boštjana Hladnika, posnet po romanu Črni dnevi in beli dan Dominika Smoleta. Velja za prvi slovenski film noir. Leta 2005 so ga slovenski filmski kritiki ob stoti obletnici slovenskega filma izbrali za najboljši slovenski film vseh časov, zato ga je Slovenski filmski center ponovno izdal na DVDju z restavrirano sliko in zvokom.

## Igralci
- Duša Počkaj kot Maruša
- Miha Baloh kot Peter
- Rado Nakrst kot Anton
- Ali Raner kot šepetalec
- Joža Zupan kot Magda
- Arnold Tovornik kot voznik
- Janez Jerman kot direktor gledališča
- Janez Albreht kot natakar
- Vida Juvan kot gospodinja
- Demeter Bitenc kot profesor
- Janko Hočevar
- Franci Jež
- Mojca Platner